# 西安普敦比奇 (紐約州)
西安普敦比奇（英語：Westhampton Beach）是位於美國紐約州薩福克縣的村。

## 人口
根據2020年美國人口普查的數據，西安普敦比奇的面積為7.79平方千米，當中陸地面積為7.62平方千米，而水域面積為0.17平方千米。當地共有人口2150人，而人口密度為每平方千米276人。